# Antonina Samoilowa
Antonina Wolodymyriwna Samoilowa (ukrainisch Антоніна Володимирівна Самойлова; * 26. September 1988 in Tscherkassy) ist eine ukrainische Bergsteigerin.
Sie bezwang zahlreiche Achttausender, darunter als erster Ukrainer den Manaslu in Nepal, und wurde einer breiteren Öffentlichkeit bekannt, als sie 2022 und 2023 die ukrainische Flagge auf den Gipfel des Mount Everest brachte.
Am 22. Mai 2024 bestieg sie den Everest zum dritten Mal, einen Tag später den Lhotse.